# فریاد یک فاحشه
فریاد یک فاحشه (ایتالیایی: Quelli che contano) یک فیلم گانگستری ایتالیایی به کارگردانی آندرئا بیانکی است که در سال ۱۹۷۴ منتشر شد.

## بازیگران
- هنری سیلوا
- باربارا بوشه
- فائوستو توتسی
- ویتوریو سانیپولی
- دادا گالوتی
- ماریو لاندی
- آلفردو پئا
- کارلا مانچینی
- پاتریتسیا گوری